# アグマチン
アグマチン（英: Agmatine、独: Agmatin）は、アルギニンの脱炭酸化生成物であり、ポリアミン生合成の中間体である。神経伝達物質であると推測されている。脳で生産され、シナプス小胞に貯蔵される。膜の脱分極によって放出され、アグマチナーゼによって尿素とプトレシンに分解されて不活化される。アグマチンはα2-アドレナリン受容体とイミダゾリン結合部位に結合し、NMDA型グルタミン酸受容体やカチオンリガンド依存性イオンチャネルをブロックするほか、一酸化窒素合成酵素の働きを阻害または増強する。また、ペプチドホルモンの放出を促進する作用も持つ。

## 臨床的意義
アグマチンの外部からの投与によって、虚血や神経外傷に対する神経防護作用の効果が高められる。

## 歴史
1910年にドイツの科学者アルブレヒト・コッセルがニシン属の精子から初めて分離し、アグマチンと命名した。アミノ酸 (Amino) の A、グアニジン (Guanidine) の g、プトマイン (Ptomaine) の ma に、語調を調えるための t と接尾辞 ine (ドイツ語では in) を付けたものである。
哺乳類で発見されたのはずっと後の1990年代半ばのことで、リーらがウシの脳から単離してα2-アドレナリン受容体とイミダゾリン受容体に対する内在性リガンドとして機能しうることを明らかにした。

## 存在
酒や鮮魚に比較的多く含まれる。清酒にはワインなど他の酒より多くのアグマチンが含まれるが、これは清酒の醸造に用いる黄麹（ニホンコウジカビ）がアルギニンを基質としたアグマチン産生能を持つためである。

## 作用
アグマチンは、生体内の各種調節因子に直接的または間接的に作用し、しかも複数の因子に同時に作用しうることが知られている。主な作用に以下のものがある。
- 神経伝達物質受容体およびイオノフォア：ニコチン性受容体、イミダゾリン受容体I1およびI2、α2-アドレナリン受容体、NMDA型グルタミン酸受容体、セロトニン受容体5-HT2Aおよび5-HT3
- イオンチャネル：ATP感受性カリウムイオンチャネル、電位依存性カルシウムチャネル、酸感受性イオンチャネルなど
- 膜輸送体：アグマチン特異的選択性輸送系、有機カチオン輸送体（OCT2サブタイプ)、ニューロン外モノアミン輸送体、ポリアミン輸送体、ミトコンドリアのアグマチン特異的選択性輸送系
- 一酸化窒素合成：一酸化窒素合成酵素のアイソフォームにより、阻害されるものと増強されるもののどちらも存在する[7][8]。
- ポリアミン合成：アグマチンはポリアミン合成の前駆体であり、ポリアミン輸送やスペルミジン・スペルミンアセチルトランスフェラーゼ (SSAT)およびアンチザイムの誘導を競合的に阻害する。
- ADPリボース化：アルギニンのADPリボース化を阻害する。
- マトリックスメタロプロテアーゼ (MMP)：間接的にMMP2およびMMP9の作用を下方調節する。
- AGEs生成：AGEsの生成を直接阻害する。
- NADPHオキシダーゼ：過酸化水素の生成に関与する酵素を活性化する[9]。